# Utajený
Utajený (v originále Caché) je francouzský hraný film z roku 2005, který režíroval Michael Haneke podle vlastního scénáře. Snímek měl světovou premiéru na filmovém festivalu v Cannes dne 14. května 2005.

## Děj
Georges Laurent je úspěšný novinář, který žije v Paříži se svou ženou Anne. Jejich klid je narušen ve chvíli, kdy obdrží anonymní videokazetu. Na ní je natočen pouze dlouhý pevný záběr jejich domu z protější ulice. Pak přicházejí další kazety, např. video ukazující zemědělskou usedlost, kde Georges strávil dětství, další ukazuje budovu v Romainville a chodbu, která vede do bytu. Vzhledem k tomu, že policie není ochotna věc vyšetřovat, dokud nebudou Georges nebo jeho rodina vyloženě atakováni, rozhodne se sám zjistit, kdo mu kazety posílá. Je tak nucen odkrýt svou vlastní dávno pohřbenou ošklivou historii, za kterou má nyní pykat.

## Obsazení
| Daniel Auteuil           | Georges Laurent           |
| Juliette Binocheová      | Anne Laurent              |
| Lester Makedonsky        | Pierrot Laurent           |
| Annie Girardotová        | Georgesova matka          |
| Maurice Bénichou         | Majid                     |
| Nathalie Richard         | Mathilde                  |
| Bernard Le Coq           | Jacques                   |
| Daniel Duval             | Pierre                    |
| Denis Podalydès          | Yvon                      |
| Aïssa Maïga              | Chantal                   |
| Caroline Baehr           | zdravotní sestra          |
| Christian Benedetti      | Georgesův otec            |
| Philippe Besson          | muž v televizi            |
| Loïc Brabant             | policista                 |
| Jean-Jacques Brochier    | muž v televizi            |
| Paule Daré               | osoba v sirotčinci        |
| Louis-Do de Lencquesaing | majitel knihkupectví      |
| Annette Faure            | Georgesova matka za mlada |
| Peter Stephan Jungk      | spisovatel                |
| Diouc Koma               | cyklista                  |
| Marie Kremer             | Jeannette                 |
| Nicky Marbot             | řidič sirotčince          |
| Marie-Christine Orry     | uklízečka                 |
| Mazarine Pingeot         | žena v televizi           |
| Julie Recoing            | Georgesova asistentka     |
| Karla Suárez             | spisovatelka              |
| Laurent Suire            | policista                 |
| Jean Teulé               | muž v televizi            |
| Walid Afkir              | Majidův syn               |

## Ocenění
- Filmový festival v Cannes: Cena za režii a cena FIPRESCI
- Evropská filmová cena: nejlepší film, nejlepší herec (Daniel Auteuil), nejlepší režie (Michael Haneke), nejlepší střih (Michael Hudecek a Nadine Muse)
- Étoile d'or du cinéma français: nejlepší scénář (Michael Haneke)
- César: nominace v kategoriích nejlepší režie (Michael Haneke), nejlepší původní scénář (Michael Haneke), nejlepší herec ve vedlejší roli (Maurice Bénichou), nejslibnější herec (Walid Afkir)